# Marguerite Roesgen-Champion
Marguerite Roesgen-Champion (Genève, 25 januari 1894 - Hyères, 30 juni 1976) was een Zwitserse pianiste en componiste.

## Biografie
Marguerite Roesgen-Champion was een dochter van Anthony Jean Pierre Roesgen, een juwelier, en van Antoinette Cécile Liodet, een zanglerares. In 1926 huwde ze Théodore Julien Champion, een filatelist.
Ze studeerde aan het Conservatoire de musique de Genève, waar ze onder andere les kreeg van Emile Jaques-Dalcroze (solfège), Marie Panthès (piano), Otto Barblan en Ernest Bloch (compositie). Nadien was ze van 1915 tot 1926 zelf pianolerares aan dit conservatorium, en later ook aan de muzieknormaalschool van Parijs. Daarnaast bouwde ze een carrière uit als pianiste en droeg ze bij aan de herleving van het klavecimbel en de muziek van de 18e eeuw. Met haar meer dan 300 werken voor alle vocale en instrumentale vormingen behalve opera, is Roesgen-Champion een van de eerste Zwitserse componisten met publieke zichtbaarheid. Vele van haar werken werden opgenomen door Radio Suisse Romande.